# Cent Kannon de Tōkai

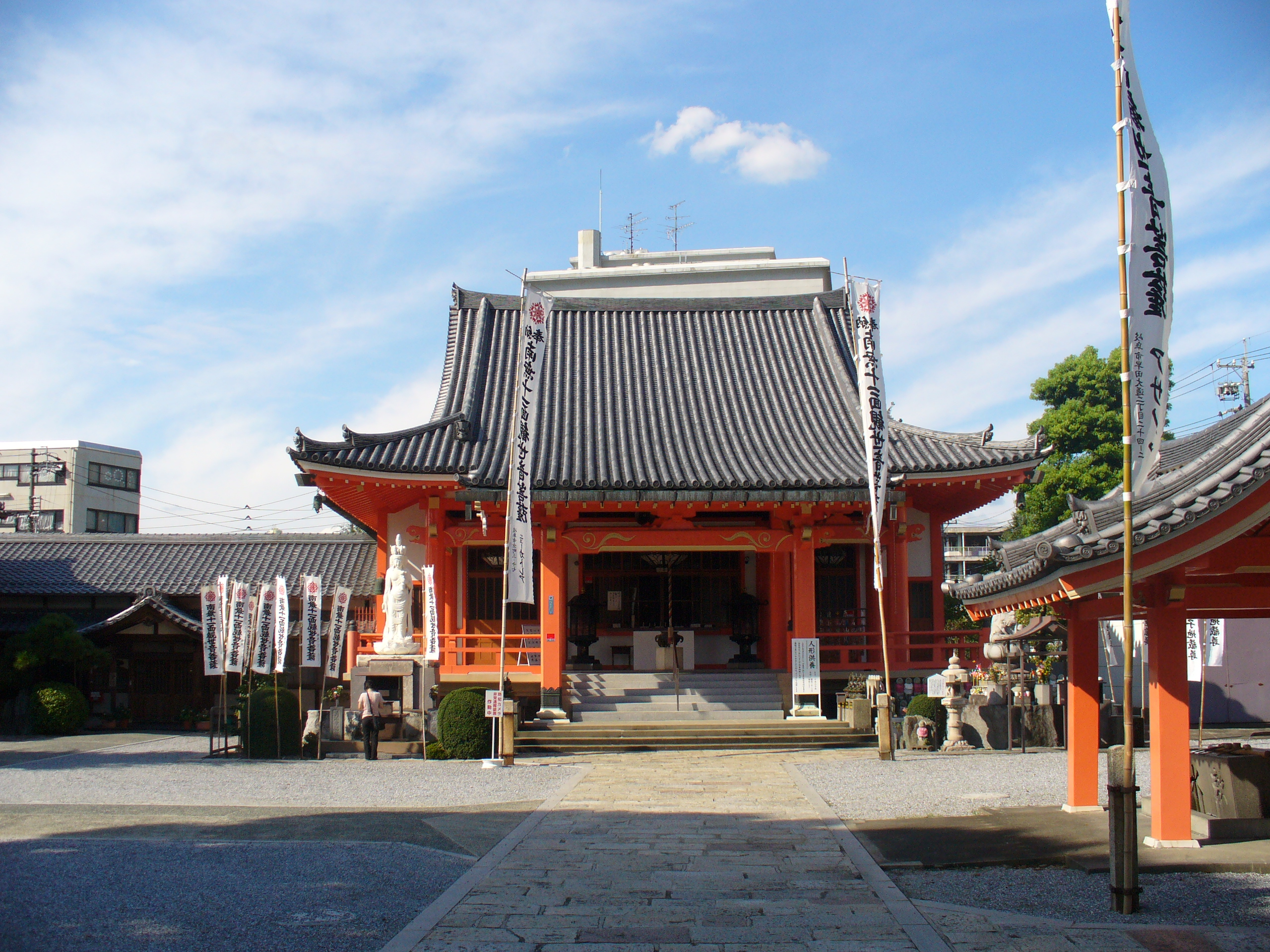
Le Mie-ji, 18e des trente-trois Kannon de Mino

Les cent Kannon de Tōkai (東海百観音, Tōkai Hyaku Kannon) constituent un ensemble de temples bouddhistes de la région de Tōkai au centre du Honshū au Japon.
Les cent Kannon de Tōkai sont la somme des trente-trois Kannon de Mino dans la préfecture de Gifu, des trente-trois Kannon d'Owari dans l'ouest de la préfecture d'Aichi, des trente-trois Kannon de Mikawa dans l'est de la préfecture d'Aichi et du Toyokawa Inari. Certains pratiquants entreprennent le pèlerinage pour visiter ces temples dans un ordre spécifique.